# Kranenburg (Gelderland)
Kranenburg is een dorpje in de gemeente Bronckhorst aan de weg tussen Vorden en Ruurlo in de Nederlandse provincie Gelderland. Kranenburg behoort tot de Achterhoek en telt ruim 200 inwoners.

## Geschiedenis
Tot in de late middeleeuwen was dit deel van de Achterhoek een drassig gebied. Men zocht de hoger gelegen droge delen op om zich te vestigen. Deze nederzettingen werden vaak genoemd naar diersoorten die op deze 'bergen' voorkwamen. Op een heuvel iets ten zuiden van het huidige Kranenburg broedden kraanvogels. Om die reden werd de boerderij die hier gesticht werd dan ook 'De Kranenbarg' genoemd werd ('barg' is Nedersaksisch voor 'berg').
De Kranenberg kent een godsdienstige geschiedenis. Na de Reformatie was het katholieke geloof niet zo vanzelfsprekend meer. Op veel plekken was het verboden of werd het hooguit gedoogd. In de Achterhoek genoten de katholieken echter veel bescherming van de adel. Op Kasteel Medler bevond zich dan ook een kapel, veilig binnen de kasteelmuren. De pater, Henricus Spirinx, woonde zelfs op het kasteel. Dit veranderde toen Rudolf van Dorth zijn vader (de kasteelheer Hendrik van Dorth) opvolgde. Rudolf verbood Spirinx in 1716 nog langer op het kasteel te wonen. Toen was het ene Herman Franckenmeulen die de pater onderdak bood, op de Kranenberg.
Er verrees een pastorie, maar de godsdienst werd nog gehouden in de kapel op het Medler. Deze situatie duurde tot 1719. Toen bevalen de Staten van Gelderland Spirinx definitief te vertrekken. Herman Franckenmeulen blijkt echter een vrijgevig man: hij bouwt op eigen kosten een schuurkerk naast de bestaande pastorie. Dit is op zijn minst opmerkelijk, aangezien Franckenmeulen waarschijnlijk tot het Nederduits Gereformeerde geloof behoorde. Er staan dan inmiddels verschillende gebouwen op de Kranenberg: de gelijknamige boerderij, een boerderij met de naam "Bergkappe" en de kerk. De pastorie is waarschijnlijk tegen de Kranenberg aan gebouwd.
Met de Bataafse Republiek in 1795 kwam er vrijheid van godsdienst. Het werd voor de katholieken makkelijker om een volwaardige kerk te bouwen. Dit gebeurde in 1834. De Sint-Antoniuskerk verrijst aan de weg van Zutphen naar Winterswijk op de St. Anthoniskamp. Om de kerk en begraafplaats heeft zich het huidige dorp Kranenburg gevormd. Al snel bleek de kerk te klein. In 1856 werd daarom een nieuwe kerk gebouwd, ditmaal ontworpen door de bekende architect Pierre Cuypers.

## Bezienswaardigheden
De Antoniuskerk door Pierre Cuypers is een fraai architectonisch bouwwerk. In de kerk is tegenwoordig het Heiligenbeeldenmuseum gevestigd.